# BMW N45
Con la sigla BMW N45 si intende una piccola famiglia di motori a scoppio alimentati a benzina prodotti dal 2004 al 2008 dalla casa automobilistica tedesca BMW.

## Descrizione
Assieme all'altra piccola famiglia N46, la N45 ha sostituito la precedente famiglia N42, della quale mantiene le principali caratteristiche costruttive, e cioè:
- architettura a 4 cilindri in linea;
- testata a 4 valvole per cilindro;
- distribuzione a due assi a camme in testa;
- presenza del sistema di fasatura variabile doppio Vanos.

Molto significative ed importanti sono però anche le differenze rispetto alla famiglia N42. Innanzitutto, la famiglia N45 è composta da soli due motori, uno da 1.6 e l'altro da 2 litri. Mentre la versione minore è la variante plurivalvole della vecchia unità M43B16, la versione maggiore è un'unità completamente nuova, con caratteristiche dimensionali differenti.
Un'altra significativa differenza sta nell'assenza del sistema Valvetronic, presente invece nella famiglia N42 e nella nuova famiglia N46 che, come già accennato, ha debuttato assieme alla N45.
Di seguito vengono descritte le principali caratteristiche e le applicazioni dei due motori N45.

### N45B16
Questa sigla identifica la versione minore delle due varianti motoristiche N45.
Come già accennato in precedenza, tale versione riprende pari pari le caratteristiche dimensionali del 1.6 litri della famiglia M43. Ritroviamo quindi le stesse misure di alesaggio e corsa, pari a 84x72 mm, per una cilindrata complessiva di 1596 cm³. La differenza è appunto quella di avere una testata a 4 valvole per cilindro, aspetto che garantisce a tale motore prestazioni migliori, poiché riesce a raggiungere una potenza massima di 115 CV a 6000 giri/min, mentre la coppia massima raggiunge invece i 150 Nm a 4300 giri/min.
Tale motore è stato montato unicamente sulle prime  BMW 116i E87 prodotte dal 2004 al 2007.

### N45B20S

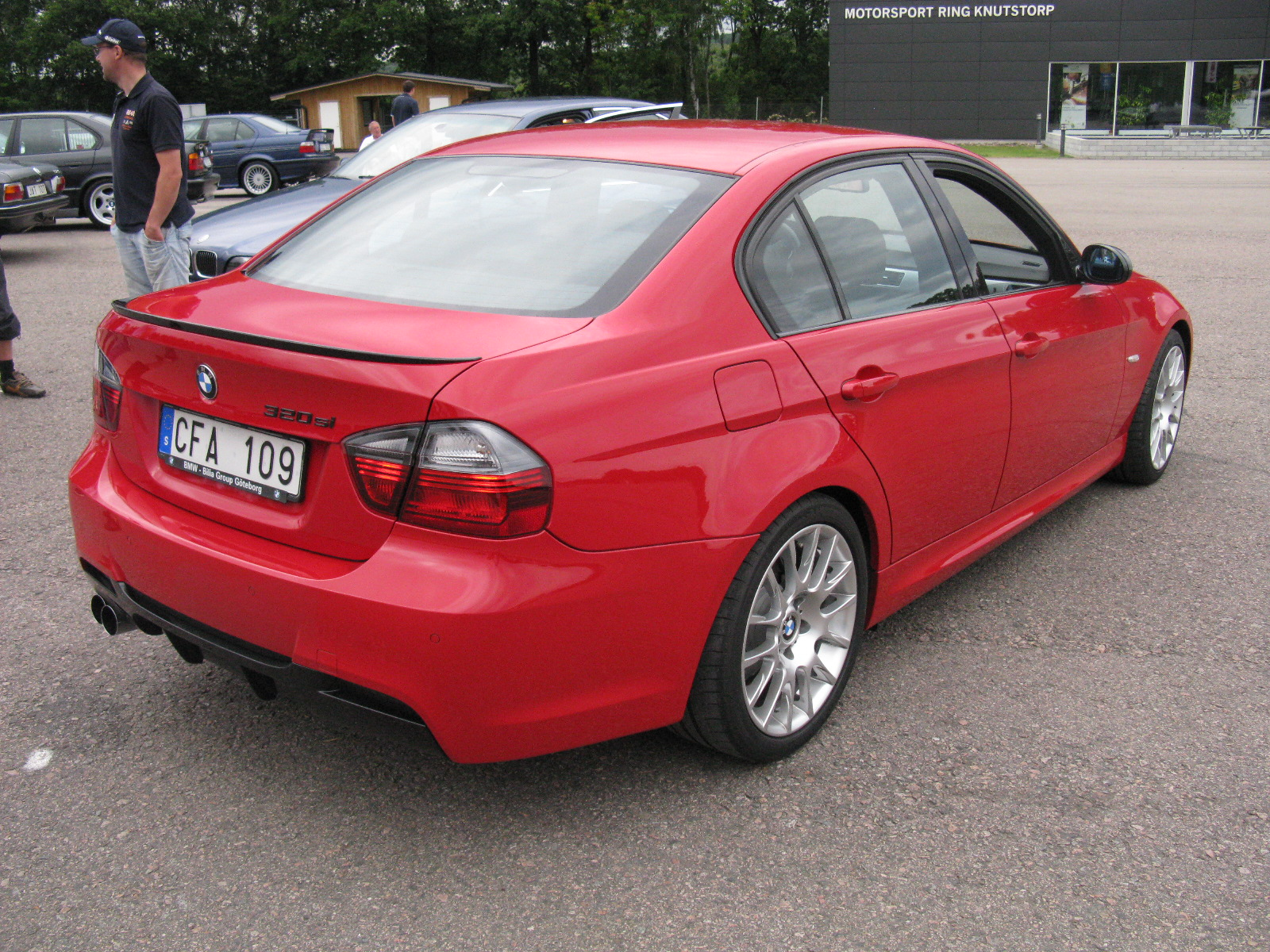
Una BMW 320Si E90, ultima vettura dotata del motore N45

Di questa versione si è accennato precedentemente che si trattava di un motore nuovo, le cui misure di alesaggio e corsa sono differenti (85x88 mm contro 84x90 mm del 2 litri N42). La cilindrata totale corrisponde a 1997 cm³. Tale motore sviluppa una potenza massima di 173 CV a 7000 giri/min, con un picco di coppia pari a 200 N·m a 4250 giri/min.
Questo motore è stato montato solo sulla BMW 320si E90, prodotta dal 2006 al 2007.